# Edward Neill
Edward D. R. Neill est un musicologue et critique musical anglais, établi en Italie, né à Florence en 1929 et mort à Gênes le 15 mai 2001. Il était secrétaire de l'Institut d'études sur Paganini,.

## Biographie
Il a étudié à Gênes avec Mario Moretti, et a travaillé en particulier sur Niccolo Paganini, sur lequel il a publié de nombreuses études. Il a aussi travaillé sur la musique populaire italienne et sur le groupe La Rionda et le chanteur Max Manfredi (it). Il s'est par la suite intéressé à de nombreux compositeurs classiques comme Gustav Holst, Carl Nielsen, Alexandre Scriabine, Franz Berwald, Edward Elgar, Max Reger, Ferruccio Busoni, Benjamin Britten, Albert Roussel et à la musique scandinave.
Il a fondé l'Association italienne Anton Bruckner,. En 1972, il a participé à créer l'Institut d'études Paganini. Avec Diego Carpitella et Roberto Leydi, il a créé la Société italienne d'ethnomusicologie. Il a collaboré aux programmes radiophoniques de la RAI et à la diffusion des œuvres de Britten, Paganini, Camille Saint-Saëns, Alessandro Stradella et des œuvres de musique classique américaine.
Dans le centre historique de Gênes, il a réuni un grand nombre d'archives, de partitions, d'enregistrements et de publications, qu'il mettait à la disposition de ses amis et des étudiants. La commune de Gênes lui a attribué un prix en octobre 2000.

## Ouvrages
- Anton Bruckner : Simposium a cura dell'Associazione italiana Anton Bruckner, avec Armand Machabey, Alberto Basso et Sergio Martinotti, Gênes, Tip. delle Arti grafiche, 1958.
- Guida alla settima sinfonia di Anton Bruckner, avec Sergio Martinotti, Gênes, Associazione italiana Anton Bruckner, 1960.
- Gioachino Rossini, de Luigi Rognoni, bibliographie des oeuvres de Rossini par Philip Gossett, discographie par Edward Neill, bibliographie par Maria Ajani, Turin, RAI, 1968.
- Moti e attegiamenti umani nella musica di Carl Nielsen, Rassegna musicale curci 21, 1968[6].
- Concerto in mi minore per violino, de Niccolò Paganini, avec Federico Mompellio, Gênes, Istituto di studi paganiniani, 1973.
- Musica, tecnica ed estetica nel canto degli uccelli (Musique, technique et esthétique dans le chant des oiseaux), Padoue, Zanibon, 1975.
- Paganini, numéro spécial de la revue Genova, mise à jour du catalogue des œuvres de Paganini de Paul Bulatoff et discographie par Edward Neill, avec des contributions par Alberto Erede et Federico Mompellio, Gênes, 1976.
- Paesi scandinavi da l'Opera negli altri paesi dell'Europa occidentale (vol. II, tomo II) della Storia dell'opera diretta da Alberto Basso, Turin, Utet, 1977.
- Anton Bruckner, apogée de la symphonie, avec Paul-Gilbert Langevin, Harry Halbreich, Gustav Kars et Hans-Hubert Schönzeler, Éditions L'Âge d'Homme, 1977.
- Epistolario, correspondance de Niccolo Paganini, Gênes, La Comune, 1982.
- Paganini : documenti e testimonianze, mostra, Museo di Sant'Agostino, 29 octobre - 15 décembre 1982, catalogue, Gênes, La Comune, 1982.
- (it) Niccolò Paganini, il cavaliere filarmonico , Gênes, De Ferrari, 1990.
- Edward Neill (trad. de l'italien par Sylviane Falcinelli), Nicolò Paganini, Paris, Fayard, coll. « Bibliothèque des grands musiciens », 1991, 482 p. (ISBN 2-213-02792-7, OCLC 442680415, BNF 35480048)
- The trallaleri of Genoa, enregistré par Alan Lomax, notes par Alan Lomax, Edward Neill et Goffredo Plastino, édité par Goffredo Plastino, Cambridge, Massachusetts, Rounder records, 1999.
- Rimes populaires génoises, Gênes, 2001.

## Préfaces
- Paganini et sa technique ou la position violonistique de Paganini (1782-1840), par Ettore Losco, préface par Edward Neill, traduit de l'italien par Ettore Losco, Nice, E. Losco, 1991.
- Liguria : Baiardo and Imperia, enregistré par Alan Lomax, édité par Goffredo Plastino, introductions par Edward Neill et Goffredo Plastino, notes par Mauro Balma, Cambridge, Massaschusetts, Rounder records, 2002.
- Liguria : Polyphony of Ceriana, enregistré par Alan Lomax, édité par Goffredo Plastino, introductions par Edward Neill et Goffredo Plastino, notes par Mauro Balma, Cambridge, Massaschusetts, Rounder records, 2002.

## Articles
- (it) « Aspetti critico-storici della elaborazione artistica della musica popolare » (1976)
- (it) « Aspetti e tendenze della musica corale inglese del Novecento storico » (1978)
- (it) « Modernità e tradizione nei Quartetti di Schubert » (1992)